# Trijshuis

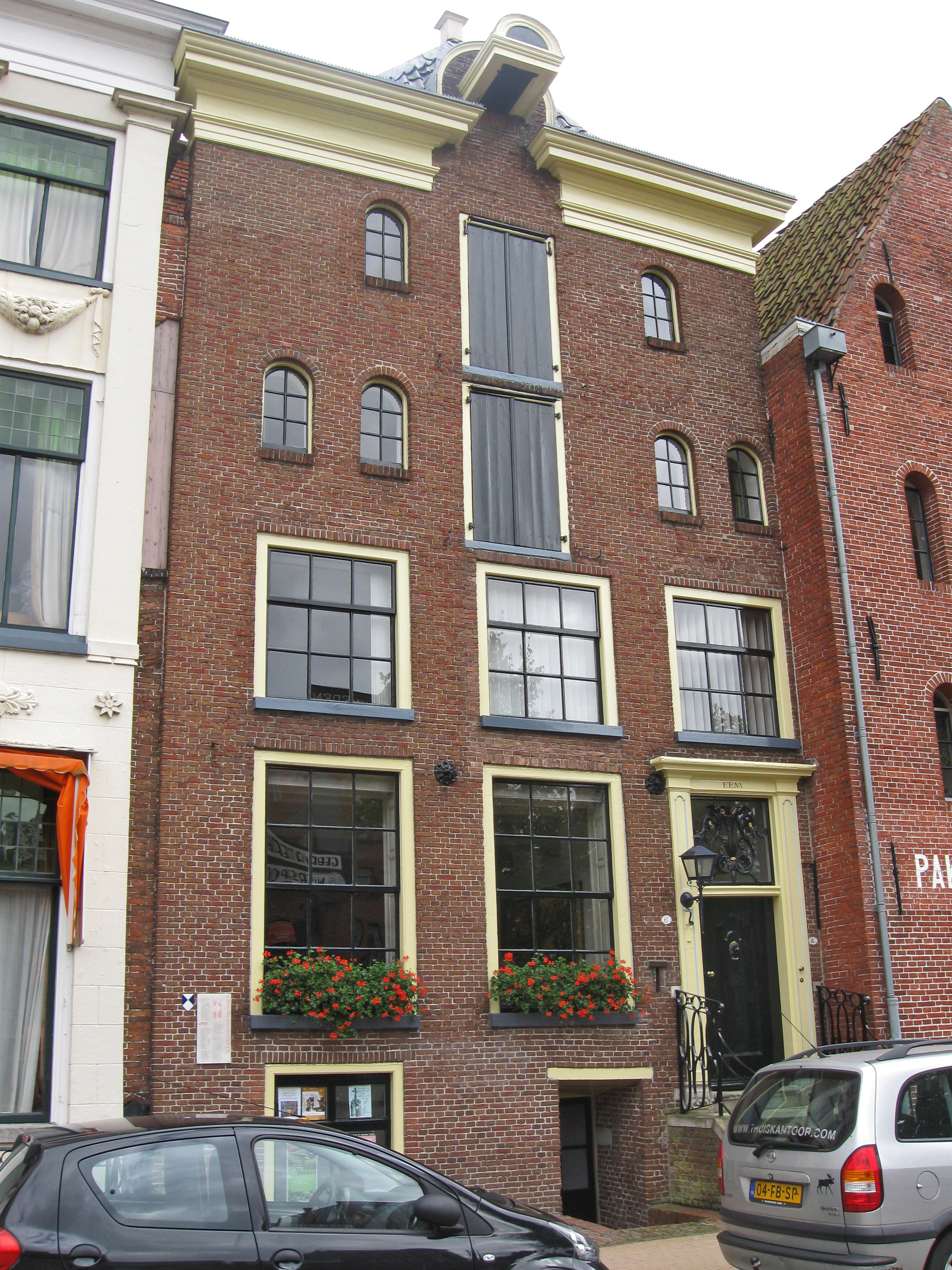
Pakhuis Eem met trijshuisje

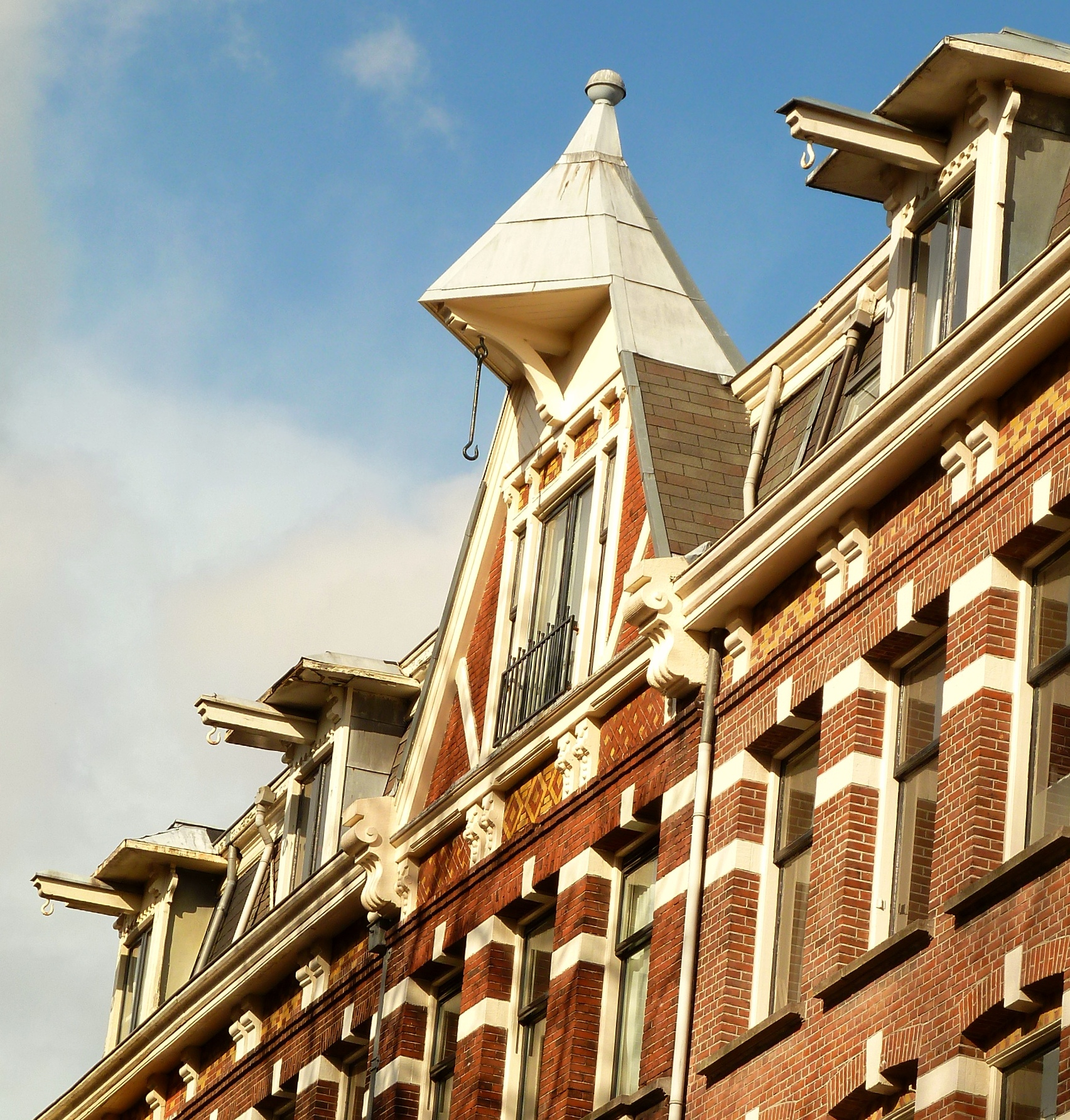
Woonhuis met een trijshuis in de topgevel aan de oostzijde van het Sarphatipark in Amsterdam

Een trijshuis, of trijshuisje, is een uitgebouwde kap boven een hijsbalk.
Veel pakhuizen hebben een hijsbalk in de topgevel, waarmee goederen omhoog en omlaag kunnen worden getransporteerd. Deze balken werden soms overkapt met een trijshuisje, vaak uitgevoerd in hout. Het woord trijsen, van het Middelnederlands trisen betekent (met een takel) (op)hijsen. Voorbeelden van trijshuisjes zijn onder meer te vinden aan de Hoge der A in de stad Groningen.